# Isabel Grevelt
Isabel Grevelt (Alkmaar, 11 april 2002) is een Nederlands langebaanschaatsster uit Petten, die in 2024 Nederlands sprintkampioen werd. In 2024 kwam ze uit voor Team Essent waarna ze halverwege het seizoen 2024/2025 de overstap maakte naar Team Novus.

## Biografie
Grevelt begon bij de Alkmaarsche IJsclub. Bij de junioren was ze meermalen succesvol op het Nederlandse kampioenschappen schaatsen junioren. In 2020 won Grevelt goud op de 500 meter tijdens de Olympische Jeugdwinterspelen in Lausanne. In het najaar van 2021 ging Grevelt met een team schaatssters naar de Ice Ribbon in het Olympisch dorp in Beijing, waar China een test-evenement hield samen met Zuid-Korea. Hier zette Grevelt een baanrecord neer op de 1000 meter in 1.17,89.
Grevelt startte in 2020 en 2021 op de NK Afstanden op de 500 meter. Grevelt startte in 2021 op het NK sprint. Voor het seizoen 2022/2023 stapte Grevelt over naar het Development Team Fryslân waar ze begeleid werd door schaatscoach Ingo Bos. Op 30 oktober 2022 wist ze zich als vijfde te plaatsen voor de wereldbeker op de 1000 meter in 1.15,60, ten koste van Femke Kok, wat een verbetering van haar persoonlijke recordtijd was van 0,54 seconden. Na haar debuut in de B-groep in Stavanger waar ze won en promoveerde naar de A-divisie wist ze tijdens de tweede wereldbekerwedstrijd in Heerenveen naar de derde tijd te rijden in een persoonlijk record van 1.14,54 achter winnares Jutta Leerdam en Miho Takagi. In Calgary scherpte ze op 11 december die tijd weer aan tot 1.14,17. In totaal wist ze 1,97 seconden te verbeteren. Op het NK sprint eindigde ze net naast het podium en mocht ze als vierde en reserve mee naar het EK sprint in Hamar. Op 25 februari 2024 wint ze met twaalfhonderdste punt het nationaal kampioenschap sprint waardoor ze het derde WK-ticket binnenhaalde.
Voor het seizoen 2024-2025 stapte Grevelt over naar Team Essent. Ze tekende een contract dat door zou lopen tot en met de Olympische Winterspelen 2026 in Milaan, maar besloot - toen ze zich niet wist te plaatsen voor de eerste serie wereldbekerwedstrijden - halverwege het seizoen over te stappen naar Team Novus.

## Persoonlijke records
| Afstand    | Tijd    | Datum           | Baan           |
| ---------- | ------- | --------------- | -------------- |
| 500 meter  | 37,54   | 27 januari 2024 | Salt Lake City |
| 1000 meter | 1.13,78 | 28 januari 2024 | Salt Lake City |
| 1500 meter | 1.59,59 | 29 oktober 2021 | Heerenveen     |
| 3000 meter | 4.28,31 | 2 maart 2019    | Heerenveen     |

## Resultaten
| Jaar | NK Afstanden                | NK Sprint                | EK Afstanden | WK Afstanden  | WK Sprint            |
| ---- | --------------------------- | ------------------------ | ------------ | ------------- | -------------------- |
| 2020 | 19e 500m                    |                          |              |               |                      |
| 2021 | 17e 500m                    | 18e (20e, 20e, 17e, 18e) |              |               |                      |
| 2022 | 8e 500m 16e 1000m 23e 1500m | 10e (11e, 11e, 11e, 8e)  |              |               |                      |
| 2023 | 6e 500m 11e 1000m           | 4e (5e, 4e, 5e, 4e)      |              | 5e teamsprint |                      |
| 2024 | 4e 500m · 1000m             | · (, )                   | 4e 1000m     | 6e 1000m      | DQ (9e, 5e, 10e, DQ) |
| 2025 | 12e 500m 9e 1000m           | 8e (9e, 12e, 8e, 9e)     |              |               |                      |

Team Essent
Angel Daleman · Sijmen Egberts · Jarle Gerrits · Isabel Grevelt · Freek van der Ham · Sanne in 't Hof · Chloé Hoogendoorn · Chris Huizinga · Kars Jansman · Selma Poutsma · Merijn Scheperkamp · Suzanne Schulting · Tijmen Snel · Beau Snellink · Remco Stam · Meike Veen · Mathias Vosté · Joep Wennemars
Coaches: Sicco Janmaat · Ben Jongejan · Jac Orie · Dave Versteeg